# بوورون (لوآر)
بوورون (لوآر) (به انگلیسی: Beuvron (Loire)) رودخانه‌ای است که در فرانسه جریان دارد.